# Французский такос
Французский тако́с (фр. tacos français), также просто тако́с (фр. tacos) — блюдо французской кухни, представляющее собой завёрнутую в пшеничную тортилью (галету) начинку: мясо, соус на основе сыра, картофель фри, иногда овощи. Относится к блюдам быстрого питания.

## Название и происхождение
Несмотря на сходство названия блюда с мексиканским тако (фр. tacos и исп. tacos во мн. ч.), французский такос не имеет к нему отношения и больше похож на гибрид таких блюд, как буррито, кебаб, панини и тартифлетт. По мнению Бастьяна Жанса, автора документального фильма о происхождении такоса «Tacos Origins», блюдо является «эволюцией кебаба в лаваше». Родиной такоса принято считать пригород Лиона Во-ан-Велен, что иногда оспаривается жителями Гренобля, считающими такос блюдом своего города. Такос начал появляться в меню закусочных Во-ан-Велена около 2000 года и в течение десятилетия был неизвестен за пределами региона Рона — Альпы. К 2021 году такос стал четвёртым по популярности блюдом во Франции в доставке, уступив лишь пицце, гамбургерам и кебабу; а его потребление достигло 80 миллионов порций в год.

## Состав
Основой такоса являются пшеничная тортилья и начинка, в которую входят один или сразу несколько видов мяса, картофель фри, соус на основе сыра и другие соусы. В качестве мясного компонента могут использоваться: фарш, кебаб, мергез, эскалоп, кордон блю, наггетсы и т. д. Картофель фри присутствует во всех рецептах такоса и добавляет продукту массу и насыщаемость. Соус на основе сливок и сыра (эмменталь или грюйер) помимо непосредственно добавления вкусовых качеств служит объединяющим элементом всех ингредиентов. Иные соусы, добавляемые в такос, являются предметом персонализации сэндвича — ими могут быть кетчуп, майонез, белый соус, барбекю, харисса, андалузский соус и другие. Также в такос могут быть добавлены овощи, яйца, оливки, халапеньо, сыры, что создаёт огромное количество возможных вариаций готового блюда.
Пищевая ценность такоса на 100 грамм сопоставима со значениями других блюд быстрого питания, как бургеры, однако отличительной чертой такоса является большая масса, что в результате даёт в среднем троекратное количество калорий в сравнении с бургером. Калорийность среднего такоса составляет 1600 калорий, а блюда размера XL, достигающего массой килограмма — 2300 калорий.